# Volta a Estònia 2018
La Volta a Estònia 2018, 6a edició de la Volta a Estònia, es va disputar entre el 25 i el 26 de maig de 2018 sobre un recorregut de 367 km repartits entre dues etapes. La cursa formava part del calendari de l'UCI Europa Tour 2018, amb una categoria 2.1.
El vencedor final fou el polonès Grzegorz Stępniak (Wibatech Merx 7R), que fou acompanyat al podi per Andreas Stokbro (Riwal CeramicSpeed) i Siarhei Papok (Minsk Cycling Club).

## Equips
L'organització convidà a prendre part en la cursa a un equip continental professional, nou equips continentals i sis seleccions nacionals:
| Equip continental professional- Team Novo Nordisk Equips continentals (9)- Java-Partizan - Memil-CCN Pro Cycling - Staki-Technorama - BEAT Cycling Club - Hurom - Interpro Stradalli - Trevigiani Phonix-Hemus 1896 - Riwal CeramicSpeed - Wibatech-Merx Equips nacionals (6)- Belarús - Estònia - Finlàndia - Letònia - Lituània - Suècia |
| |

## Etapes
| Etapa    | Data       | Ciutats d'etapa | type                    | Distància (km) | Vencedor de l'etapa | Líder de la general |
| -------- | ---------- | --------------- | ----------------------- | -------------- | ------------------- | ------------------- |
| 1a etapa | 25 de maig | Tallinn – Tartu | etapa de mitja muntanya | 194            | Iauhèn Karaliok     | Grzegorz Stępniak   |
| 2a etapa | 26 de maig | Tartu – Tartu   | etapa plana             | 173            | Andreas Stokbro     | Grzegorz Stępniak   |

### Etapa 1
| \| Classificació de l'etapa \| Classificació de l'etapa \| Classificació de l'etapa \| Classificació de l'etapa \| Classificació de l'etapa \| \| Corredor \| Corredor \| Equip \| Temps \| \| \| ------------------------ \| ------------------------ \| ------------------------ \| ------------------------ \| ------------------------ \| \| 1r \| Iauhèn Karaliok \| Minsk Cycling Club \| 4h 30' 18" \| \| \| 2n \| Grzegorz Stępniak \| Wibatech Merx 7R \| + 0" \| \| \| 3r \| Andreas Stokbro \| Riwal CeramicSpeed \| + 0" \| \| \| 4t \| Aksel Nõmmela \| BEAT Cycling Club \| + 0" \| \| \| 5è \| Andrea Peron \| Team Novo Nordisk \| + 0" \| \| \| 6è \| Uladzimir Harakhavik \| Belarús \| + 0" \| \| \| 7è \| Piotr Havik \| BEAT Cycling Club \| + 0" \| \| \| 8è \| Darijus Džervus \| Lituània \| + 0" \| \| \| 9è \| Isac Lundgren \| Suècia \| + 0" \| \| \| 10è \| Jacob Tipper \| Memil-CCN Pro Cycling \| + 0" \| \| |                      |                       |            |
| |                      |                       |            |
| |                      |                       |            |
| Classificació de l'etapa |                      |                       |            |
| Corredor | Corredor             | Equip                 | Temps      |
| 1r | Iauhèn Karaliok      | Minsk Cycling Club    | 4h 30' 18" |
| 2n | Grzegorz Stępniak    | Wibatech Merx 7R      | + 0"       |
| 3r | Andreas Stokbro      | Riwal CeramicSpeed    | + 0"       |
| 4t | Aksel Nõmmela        | BEAT Cycling Club     | + 0"       |
| 5è | Andrea Peron         | Team Novo Nordisk     | + 0"       |
| 6è | Uladzimir Harakhavik | Belarús               | + 0"       |
| 7è | Piotr Havik          | BEAT Cycling Club     | + 0"       |
| 8è | Darijus Džervus      | Lituània              | + 0"       |
| 9è | Isac Lundgren        | Suècia                | + 0"       |
| 10è | Jacob Tipper         | Memil-CCN Pro Cycling | + 0"       |

| \| Classificació general \| Classificació general \| Classificació general \| Classificació general \| Classificació general \| \| Corredor \| Corredor \| Equip \| Temps \| \| \| --------------------- \| --------------------- \| --------------------- \| --------------------- \| --------------------- \| \| 1r \| Grzegorz Stępniak \| Wibatech Merx 7R \| 4h 30' 07" \| \| \| 2n \| Iauhèn Karaliok \| Minsk Cycling Club \| + 1" \| \| \| 3r \| Andreas Stokbro \| Riwal CeramicSpeed \| + 7" \| \| \| 4t \| Siarhei Papok \| Minsk Cycling Club \| + 8" \| \| \| 5è \| Ben Hetherington \| Memil-CCN Pro Cycling \| + 8" \| \| \| 6è \| Aksel Nõmmela \| BEAT Cycling Club \| + 1' 16" \| \| \| 7è \| Andrea Peron \| Team Novo Nordisk \| + 10" \| \| \| 8è \| Uladzimir Harakhavik \| Belarús \| + 11" \| \| \| 9è \| Piotr Havik \| BEAT Cycling Club \| + 11" \| \| \| 10è \| Darijus Džervus \| Lituània \| + 11" \| \| |                      |                       |            |
| |                      |                       |            |
| |                      |                       |            |
| Classificació general |                      |                       |            |
| Corredor | Corredor             | Equip                 | Temps      |
| 1r | Grzegorz Stępniak    | Wibatech Merx 7R      | 4h 30' 07" |
| 2n | Iauhèn Karaliok      | Minsk Cycling Club    | + 1"       |
| 3r | Andreas Stokbro      | Riwal CeramicSpeed    | + 7"       |
| 4t | Siarhei Papok        | Minsk Cycling Club    | + 8"       |
| 5è | Ben Hetherington     | Memil-CCN Pro Cycling | + 8"       |
| 6è | Aksel Nõmmela        | BEAT Cycling Club     | + 1' 16"   |
| 7è | Andrea Peron         | Team Novo Nordisk     | + 10"      |
| 8è | Uladzimir Harakhavik | Belarús               | + 11"      |
| 9è | Piotr Havik          | BEAT Cycling Club     | + 11"      |
| 10è | Darijus Džervus      | Lituània              | + 11"      |

### Etapa 2
| \| Classificació de l'etapa \| Classificació de l'etapa \| Classificació de l'etapa \| Classificació de l'etapa \| Classificació de l'etapa \| \| Corredor \| Corredor \| Equip \| Temps \| \| \| ------------------------ \| ------------------------ \| ---------------------------- \| ------------------------ \| ------------------------ \| \| 1r \| Andreas Stokbro \| Riwal CeramicSpeed \| 3h 56' 18" \| \| \| 2n \| Grzegorz Stępniak \| Wibatech Merx 7R \| + 0" \| \| \| 3r \| Siarhei Papok \| Minsk Cycling Club \| + 0" \| \| \| 4t \| Lucas Eriksson \| Suècia \| + 0" \| \| \| 5è \| Charles Planet \| Team Novo Nordisk \| + 0" \| \| \| 6è \| Piotr Havik \| BEAT Cycling Club \| + 0" \| \| \| 7è \| Alessandro Fedeli \| Trevigiani-Phonix-Hemus 1896 \| + 0" \| \| \| 8è \| David Lozano Riba \| Team Novo Nordisk \| + 0" \| \| \| 9è \| Alo Jakin \| Estònia \| + 0" \| \| \| 10è \| Gert Jõeäär \| Estònia \| + 0" \| \| |                   |                              |            |
| |                   |                              |            |
| |                   |                              |            |
| Classificació de l'etapa |                   |                              |            |
| Corredor | Corredor          | Equip                        | Temps      |
| 1r | Andreas Stokbro   | Riwal CeramicSpeed           | 3h 56' 18" |
| 2n | Grzegorz Stępniak | Wibatech Merx 7R             | + 0"       |
| 3r | Siarhei Papok     | Minsk Cycling Club           | + 0"       |
| 4t | Lucas Eriksson    | Suècia                       | + 0"       |
| 5è | Charles Planet    | Team Novo Nordisk            | + 0"       |
| 6è | Piotr Havik       | BEAT Cycling Club            | + 0"       |
| 7è | Alessandro Fedeli | Trevigiani-Phonix-Hemus 1896 | + 0"       |
| 8è | David Lozano Riba | Team Novo Nordisk            | + 0"       |
| 9è | Alo Jakin         | Estònia                      | + 0"       |
| 10è | Gert Jõeäär       | Estònia                      | + 0"       |

## Classificació final
| \| Classificació general \| Classificació general \| Classificació general \| Classificació general \| Classificació general \| \| Corredor \| Corredor \| Equip \| Temps \| \| \| --------------------- \| --------------------- \| ---------------------------- \| --------------------- \| --------------------- \| \| 1r \| Grzegorz Stępniak \| Wibatech Merx 7R \| 8h 26' 19" \| \| \| 2n \| Andreas Stokbro \| Riwal CeramicSpeed \| + 3" \| \| \| 3r \| Siarhei Papok \| Minsk Cycling Club \| + 10" \| \| \| 4t \| Piotr Havik \| BEAT Cycling Club \| + 17" \| \| \| 5è \| David Lozano Riba \| Team Novo Nordisk \| + 17" \| \| \| 6è \| Lucas Eriksson \| Suècia \| + 17" \| \| \| 7è \| Alo Jakin \| Estònia \| + 17" \| \| \| 8è \| Charles Planet \| Team Novo Nordisk \| + 17" \| \| \| 9è \| Gert Jõeäär \| Estònia \| + 17" \| \| \| 10è \| Abderrahim Zahiri \| Trevigiani-Phonix-Hemus 1896 \| + 20" \| \| |                   |                              |            |
| |                   |                              |            |
| Font: ProCyclingStats |                   |                              |            |
| Classificació general |                   |                              |            |
| Corredor | Corredor          | Equip                        | Temps      |
| 1r | Grzegorz Stępniak | Wibatech Merx 7R             | 8h 26' 19" |
| 2n | Andreas Stokbro   | Riwal CeramicSpeed           | + 3"       |
| 3r | Siarhei Papok     | Minsk Cycling Club           | + 10"      |
| 4t | Piotr Havik       | BEAT Cycling Club            | + 17"      |
| 5è | David Lozano Riba | Team Novo Nordisk            | + 17"      |
| 6è | Lucas Eriksson    | Suècia                       | + 17"      |
| 7è | Alo Jakin         | Estònia                      | + 17"      |
| 8è | Charles Planet    | Team Novo Nordisk            | + 17"      |
| 9è | Gert Jõeäär       | Estònia                      | + 17"      |
| 10è | Abderrahim Zahiri | Trevigiani-Phonix-Hemus 1896 | + 20"      |